# نملة أحادية الأجزاء
النملة الأحادية الأجزاء (الاسم العلمي:Monomorium) هي جنس من الحشرات تتبع فصيلة النمليات من رتبة غشائيات الأجنحة.
الجَدَال النمل الصغار ذوات القوائم واحدته جَدَالة وينتمي إلى جنس مونو موريوم.

## أنواع النملة الأحادية الأجزاء
- نمل فرعوني (Linnaeus, 1758) نمل فرعوني